# SECAM

Distribución de los Sistemas de TV en el Mundo.
NTSC
PAL o PAL/SECAM
SECAM
Sin información

SECAM son las siglas de Séquentiel Couleur à Mémoire, en francés, "Color secuencial con memoria". Es un sistema para la codificación de televisión en color analógica utilizado por primera vez en Francia. El sistema Secam fue inventado por un equipo liderado por el ingeniero e inventor francés Henri Georges de France trabajando para la firma Thomson. Es, históricamente, la primera norma de televisión en color europea.

## Detalles técnicos

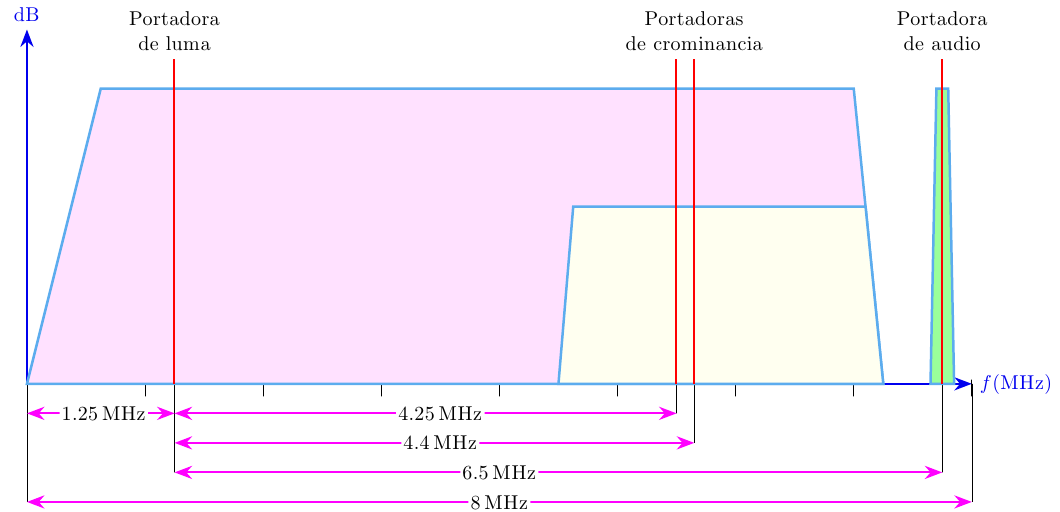
Espectro de señal de televisión analógica a color SECAM bajo el Estándar L francés.

SECAM hace uso del espacio de color YDrDb, que es una versión a escala de YUV, para codificar la información de crominancia representada por Dr y Db. Se diferencia de los otros sistemas de color, en primer lugar, en que SECAM utiliza modulación de frecuencia para codificar la información de crominancia en dos subportadoras separadas y, en segundo lugar, en lugar de transmitir las dos señales de información de color juntas, solo envía una de ellas a la vez, y también utiliza la información sobre el otro color de la línea precedente. Para ello, se utiliza una línea de retardo analógico, como dispositivo de memoria, para almacenar una línea de información de color. Esto justifica su denominación. de "secuencial con memoria" (aunque también se podría decir que usa un búffer  analógico).
Las señales de crominancia, son definidas como sigue:
{\displaystyle \left\{{\begin{array}{lcr}Dr&=&-1.902*(R-Y)\\Db&=&1.505*(B-Y)\end{array}}\right.}
Debido a que SECAM transmite solamente un color a la vez, está libre de los artefactos de color presentes en las normas NTSC y PAL resultantes de la transmisión combinada de ambas señales, lo cual significa que la resolución vertical de color se reduce a la mitad con relación a la norma NTSC. 
La modulación en frecuencia de la información de color permite que SECAM esté completamente libre del problema de corrimiento de puntos comúnmente encontrado con los otros estándares analógicos. Las transmisiones SECAM son más robustas en distancias más largas que NTSC o PAL. Sin embargo, debido a su naturaleza de modulación en frecuencia, la señal de color sigue presente, aunque en amplitud reducida, incluso en partes de la imagen en blanco y negro, siendo por lo tanto sujeto a cruce de color más fuerte a pesar de que no existe rastreo color del tipo de la norma PAL.

## Historia
El trabajo sobre SECAM comenzó en 1956 cuando el sistema fue patentado por Henri Georges de France según diversas patentes francesas y estadounidenses, como la número 2993086. La tecnología estaba lista para finales de los años cincuenta, pero esto era demasiado pronto para una amplia introducción. Inicialmente, una versión de SECAM fue ideada y probada para el estándar francés monocromático de televisión de 819 líneas, hoy conocido como el Estándar E de la UIT pero no se introdujo, debido a un acuerdo paneuropeo para introducir TV color solo en 625 líneas del cual fue firmante el gobierno francés de la época. Por ello, Francia tuvo que iniciar la conversión cambiando a un sistema de televisión monocromático de 625 líneas, lo que ocurrió a principios de la década de 1960 con la introducción de una segunda red de televisión. El primer sistema propuesto a color fue llamado SECAM I en 1961, seguido por otros estudios para mejorar la compatibilidad y la calidad de la imagen respecto a la norma de 625 líneas. Las mejoras posteriores fueron denominadas SECAM II y SECAM III, siendo esta última presentada en 1965 en la Asamblea General del CCIR en Viena.
Las mejoras subsiguientes fueron SECAM III A y SECAM III B, que fue el sistema adoptado para uso general en Francia en 1967. Técnicos soviéticos participaron en la elaboración de la norma, e incluso crearon su propia variante incompatible llamado NIIR o SECAM IV, que no fue implementada. El equipo estaba trabajando en el Telecentrum de Moscú bajo la dirección del científico soviético Pavel Vasilievich Shmakov. La designación NIIR proviene de la transliteración de Научно-исследовательский институт радио (Nauchno-issledovatel'skiy institut radio., Instituto de Investigación y Desarrollo de la radio, en castellano) que participó en el desarrollo. Se desarrollaron dos estándares: NIIR no lineal, en el que se utiliza un procedimiento análogo a la corrección gamma, y el NIIR lineal o SECAM IV que omite este proceso.
Las transmisiones con la norma SECAM se inauguraron en Francia el 1 de octubre de 1967, en el Segundo Canal, hoy conocido como France 2. El día de la inauguración, un grupo de cuatro hombres encabezado por Georges Gorse, Ministro de Información de la época y tres colaboradores en el desarrollo del sistema, se encontraba en un estudio de televisión. Tras un conteo regresivo, a las 2:15 p. m., hora de Francia, la imagen original en blanco y negro se conmutó a color y el presentador declaró entonces "Et voici la couleur!" (En español: ¡Y aquí está el color!). En 1967, la Compagnie de Télévision du Liban et du Proche (en español: Compañía de Televisión del Líbano y el Oriente) se convirtió en el tercer canal de televisión en el mundo después de la Unión Soviética y Francia en transmitir en color, utilizando la tecnología SECAM.
Los primeros televisores en color costaban 5000 francos. La televisión en color no era muy popular inicialmente; solo alrededor de 1500 personas vieron el programa inaugural en color. Un año más tarde, solo 200.000 receptores se habían vendido de un millón que se esperaba. Este patrón fue similar a la lenta aceptación de la televisión en color en Estados Unidos.
SECAM fue adoptado más adelante por las antiguas colonias francesas y belgas, Grecia, la Unión Soviética y los países del bloque del Este (excepto Rumania y Albania), y los países de Oriente Medio. Sin embargo, con la caída de los regímenes comunistas, y después de un período en que los aparatos de TV multi-estándar se convirtieron en una mercancía, muchos países de Europa del Este decidieron cambiar al estándar PAL. Otros países, especialmente el Reino Unido e Italia, brevemente experimentaron con SECAM antes de optar por PAL. En Colombia, en 1966 se inician las primeras pruebas para transmisión de televisión en color con la norma SECAM, sin embargo años después se abandonó esta norma por NTSC y PAL (usados combinadamente hasta finales de los años 90, que se adoptó de manera unánime el primero.

### Desarrollo
Algunos han argumentado que la principal motivación para el desarrollo de SECAM en Francia era proteger a los fabricantes locales de equipos de televisión.  Sin embargo, la incompatibilidad se había iniciado con la decisión inusual de adoptar la modulación positiva de video para las señales de radiodifusión francesas. Los sistemas anteriores como el Sistema A y los sistemas de 819 líneas fueron los únicos otros sistemas en utilizar la modulación de video positivo. Además, el desarrollo de SECAM es anterior al de PAL. NTSC se considera indeseable en Europa debido a su problema de tinte de color que requiere un control adicional, que en las normas SECAM y PAL estaban resueltos. 
A diferencia de otros fabricantes, la empresa donde se inventó SECAM, Technicolor (conocido como Thomson hasta 2010), sigue vendiendo televisores en todo el mundo bajo diferentes marcas; esto puede ser debido en parte a la herencia del SECAM. Thomson compró la empresa que desarrolló PAL, Telefunken, y hoy incluso es copropietaria de la marca RCA, creadora de NTSC. Thomson también es coautora de la norma americana de televisión digital ATSC.

## Variedades de SECAM
Hay seis variedades de SECAM:
- SECAM L-L': Fue usada solo en Francia, Luxemburgo y Mónaco, en el sur de Francia. Fue reemplazada en el año 2011 por la norma digital DVB-T.
- SECAM B/G: Fue usado en Arabia Saudita, Egipto, Irán, Libia, Marruecos y Túnez, los cuales cambiaron a la norma PAL y actualmente, lo hacen hacia la norma digital DVB-T o DVB-T2.
- SECAM D/K: Se utiliza en la Comunidad de Estados Independientes y en partes de Europa del Este, aunque la mayoría de los países de dicha zona migraron a la norma PAL y actualmente lo hacen a la norma DVB-T o DVB-T2, para Rusia.
- SECAM H: Variante del sistema introducida alrededor de 1983-1984, para la adición de información de teletexto.
- SECAM K: Variante introducida para las dependencias francesas. Sin embargo, el estándar SECAM utilizado en las posesiones de ultramar de Francia, así como los países africanos que fueron colonias francesas, ligeramente difiere del SECAM de Francia.
- SECAM M: Usado entre 1970-1991 en Camboya y Vietnam (Hanói y ciudades del norte).